# Кленовське сільське поселення (Нижньосергинський район)
Клено́вське сільське поселення (рос. Кленовское сельское поселение) — сільське поселення у складі Нижньосергинського району Свердловської області Росії.
Адміністративний центр — село Кленовське.
Населення сільського поселення становить 3596 осіб (2019; 4557 у 2010, 5279 у 2002).
Станом на 2002 рік існувало 5 сільських рад: Кленовська сільська рада (село Кленовське, присілки Киселевка, Красний Партизан, Отевка), Ключевська сільська рада (селища Ключева, Малиновий), Накоряковська сільська рада (село Накоряково, присілки Атняшка, Васькино, Сосновий Бор, Упея), Старобухаровська сільська рада (село Старобухарово, присілок Уразаєво) та Талицька сільська рада (присілки Контуганово, Талиця, селище Контугановський).

## Склад
До складу сільського поселення входять:
| Населений пункт            | Населення, осіб (2002) | Населення, осіб (2010) |
| -------------------------- | ---------------------- | ---------------------- |
| Атняшка, присілок          | 8                      | 6                      |
| Васькино, присілок         | 518                    | 456                    |
| Кисельовка, присілок       | 211                    | 191                    |
| Кленовське, село           | 1305                   | 1250                   |
| Ключева, селище            | 1437                   | 1155                   |
| Контуганово, присілок      | 260                    | 214                    |
| Контугановський, селище    | 52                     | 42                     |
| Красний Партизан, присілок | 3                      | 5                      |
| Малиновий, селище          | 112                    | 75                     |
| Накоряково, село           | 436                    | 357                    |
| Отевка, присілок           | 205                    | 217                    |
| Сосновий Бор, присілок     | 154                    | 119                    |
| Старобухарово, село        | 353                    | 283                    |
| Талиця, присілок           | 192                    | 163                    |
| Упея, присілок             | 2                      | 2                      |
| Уразаєво, присілок         | 31                     | 21                     |